# Nufăru (gmina)
Nufăru – gmina w Rumunii, w okręgu Tulcza. Obejmuje miejscowości Ilganii de Jos, Malcoci, Nufăru i Victoria. W 2011 roku liczyła 2273 mieszkańców. 